# 袖斑蝶屬
袖斑蝶屬（學名：Lycorea）是斑蝶亞科斑蝶族裡的一個屬。物種分佈於新熱帶界。幼蟲寄主包括蘿藦科，番木瓜科，桑科和苦檻藍科有毒植物。

## 擬態
袖斑蝶屬物種本身有毒性，牠們亦會穆氏擬態其他有毒的蝴蝶使捕食者不願捕捉。珂袖斑蝶和袖斑蝶會摸仿綃蝶族的蝴蝶（如蘋綃蝶屬）及一些袖蝶；多點袖斑蝶模仿透翅綃蝶屬和窗綃蝶屬的蝶種，還有裳蛾科和蝶蛾科的蛾類。

## 物種
- 虎紋袖斑蝶 Lycorea halia
  - L. h. haila = 中美長袖斑蝶 L. ceres
  - 珂袖斑蝶 L. h. cleobaea
- 袖斑蝶 Lycorea pasinuntia
- 多點袖斑蝶 Lycorea ilione = 愛麗依斑蝶 I. ilione
  - L. i. lamira = 拉美依斑蝶 L. lamirus
  - 透翅依斑蝶 L. i. phenarete